# Yordan Yovchev
Yordan Yovchev (Bulgare  : Йордан Йовчев) (né le 24 février 1973 à Plovdiv) est un gymnaste bulgare.
Il a été nommé athlète de l'année en 2003 en Bulgarie.
Il a gagné l'argent aux anneaux à Athènes avec 9,850 points, perdant de 0,012 points. Selon de nombreux observateurs non-grecs et selon les spécialistes, il aurait nettement mérité de gagner l'or en lieu et place du Grec Dimosthénis Tampákos. Jury Chechi, arrivé 3e, l'a indiqué au jury comme le vainqueur moral de l'agrès.

## Biographie
Yordan Yovchev commence la gymnastique en 1980, au club Chernomorski Younak de Plovdiv où il est entraîné par Jivko Dobrev.
Il est élu président de la Fédération bulgare de gymnastique en 2009.
Il dispute en 2012 ses sixièmes Jeux olympiques d'été. Il devient alors le gymnaste qui a à son actif le plus de participation aux Jeux Olympiques. A 39 ans, il était également le plus vieux gymnaste des jeux.

## Palmarès

### Jeux olympiques
| Épreuve/Année        | Barcelone 1992 | Atlanta 1996 | Sydney 2000 | Athènes 2004 | Pékin 2008 | Londres 2012 |
| -------------------- | -------------- | ------------ | ----------- | ------------ | ---------- | ------------ |
| Concours par équipes |                |              |             |              |            |              |
| Concours général     |                |              |             |              |            |              |
| Exercices au sol     |                |              | 3e          | 3e           |            |              |
| cheval d'arçons      |                |              |             |              |            |              |
| anneaux              |                | 4e           | 3e          | 2e           | 8e         | 7e           |
| Saut de cheval       |                |              |             |              |            |              |
| Barres parallèles    |                |              |             |              |            |              |
| Barre fixe           |                |              |             |              |            |              |

### Championnats du monde
- Sabae 1995
  -  médaille de bronze aux anneaux
- San Juan 1996
  -  médaille d'argent aux anneaux
- Tianjin 1999
  -  médaille de bronze au concours général individuel
- Gand 2001
  -  médaille d'or au sol
  -  médaille d'or aux anneaux
  -  médaille de bronze au concours général individuel
- Debrecen 2002
  -  médaille d'argent au sol
  -  médaille d'argent aux anneaux
- Anaheim 2003
  -  médaille d'or au sol
  -  médaille d'or aux anneaux
- Aarhus 2006
  -  médaille d'argent aux anneaux
- Stuttgart 2007
  -  médaille de bronze aux anneaux
- Londres 2009
  -  médaille d'argent aux anneaux

### Championnats d'Europe
- Patras 2002
  -  médaille d'or aux anneaux
  -  médaille d'argent au concours général individuel
  -  médaille d'argent au sol
- Ljubljana 2004
  -  médaille d'argent au sol
- Volos 2006
  -  médaille d'argent aux anneaux
- Amsterdam 2007
  -  médaille d'argent aux anneaux
- Lausanne 2008
  -  médaille d'argent aux anneaux
- Milan 2009
  -  médaille de bronze aux anneaux
- Birmingham 2010
  -  médaille de bronze aux anneaux